# Ист Гилеспи (Илиноис)
Ист Гилеспи (енгл. East Gillespie) град је у америчкој савезној држави Илиноис.

## Демографија
По попису из 2010. године број становника је 270, што је 36 (15,4%) становника више него 2000. године.
| Група             | 2000.       | 2010.       |
| Белци             | 230 (98,3%) | 269 (99,6%) |
| Афроамериканци    | 1 (0,4%)    | 0 (0,0%)    |
| Азијати           | 0 (0,0%)    | 1 (0,4%)    |
| Хиспаноамериканци | 1 (0,4%)    | 0 (0,0%)    |
| Укупно            | 234         | 270         |